# Corrado Maria Daclon
Corrado Maria Daclon (Milano, 8 settembre 1963) è un saggista, giornalista e ambientalista italiano.

## Biografia
Dal 1995 è professore di politica dell'ambiente presso l'Università degli studi "Ca' Foscari" di Venezia e dal 1992 docente presso la Società Italiana di Organizzazione Internazionale.
In precedenza, dal 1990 al 1994, è stato professore di politica dell'ambiente presso l'Università degli studi di Camerino. Esperto di geopolitica, è consulente di numerosi enti e istituzioni nazionali e internazionali tra i quali la Commissione europea, il Committee on the Challenges of Modern Society della NATO e agenzie federali degli Stati Uniti come la NASA.
Negli anni novanta ha fatto parte del Governing Council del Programma delle Nazioni Unite per l'ambiente (UNEP), a Nairobi, partecipando ai lavori preparatori della Conferenza mondiale di Rio de Janeiro, chiamata anche Summit della Terra.
Segretario generale e fondatore della Fondazione Italia USA, ha ricevuto diversi riconoscimenti per la sua attività internazionale come il Premio Speciale Europa da parte dell'Unione europea, ed il diploma Meritorium della Commissione Europea attribuitogli dal commissario europeo Stanley Clinton Davis.
Dal 1986 è stato consigliere di alcune alte autorità istituzionali tra cui il ministro della pubblica istruzione, il ministro degli affari esteri, il ministro delle politiche agricole, il ministro dell'ambiente, il vicepresidente del Consiglio superiore della magistratura (CSM) ed il sindaco di Roma.
È stato per oltre 25 anni al vertice di Pro Natura, la più antica associazione ambientalista italiana, come presidente e segretario generale. Dal 2000 è Focal Point per l'Italia della campagna mondiale della Carta della Terra.
Giornalista, autore di numerosi saggi, viaggiatore, ha al suo attivo attività ed esperienze in oltre sessanta Paesi in Europa, nel bacino del Mediterraneo, in Africa, Asia, Nord America e Sud America. È collaboratore della rivista Gnosis, edita dalla Agenzia informazioni e sicurezza interna (AISI) del governo italiano, e di The Huffington Post.

## Opere
- Nuova politica per l'ambiente, Edizioni Spes (1986)
- L'Europa e l'ambiente, Maggioli Editore (1989)
- La politica per le aree protette, Maggioli Editore (1990)
- L'ambiente verso il terzo millennio, Edizioni Spes (1992)
- I parchi del Lazio, Edizioni Eces (1993)
- Mediterraneo ambiente e sviluppo, Maggioli Editore (1993)
- I parchi nel Lazio, Maggioli Editore (1994)
- Guida all'inquinamento domestico, Quaderni di Natura e Società (1995)
- I parchi nazionali, Maggioli Editore (1995)
- Gran Paradiso e Valle d'Aosta, Maggioli Editore (1995)
- La VIA in Italia e in Europa, Maggioli Editore (1996)
- Bosnia, Maggioli Editore (1997)
- Gomma, rotaia o telematica: quale traffico nell'arco alpino?, Quaderni di Natura e Società (1998)
- Champdepraz e Mont Avic, Maggioli Editore (1998)
- Per un rinnovato sapere delle scienze ambientali, Franco Angeli (2005)
- Geopolitica dell'ambiente, Franco Angeli (2008)
- Scenari di geopolitica per il millennio. Dall'Eldorado industrializzato alla crisi planetaria, Aracne Editrice (2020)